# Cimitero della Purificazione
Il Cimitero della Purificazione si trova a Livorno, lungo la via dell'Ardenza, in adiacenza al Cimitero della Misericordia, con il quale costituisce un nucleo monumentale senza apparente soluzione di continuità dei fronti rivolti verso la via pubblica.

## Storia e descrizione
Realizzato per volontà dell'Arciconfraternita della Purificazione, che possedeva anche una chiesa presso l'antico Bagno dei forzati, fu aperto nel 1859 in un'area ancora non urbanizzata della città, come ricordato da una lapide posta all'ingresso.
Fu ampliato intorno al 1870 e nel 1883 fu dotato di una vasta cappella sormontata da una cupola, dove furono sepolti i cappellani e i capi dell'arciconfraternita.
Ulteriormente ingrandito nel corso degli anni, conserva monumenti di pregevole fattura, posti sulle tombe e nelle cappelle di importanti famiglie livornesi. Inoltre, dal secondo dopoguerra qui furono conservate, per alcuni decenni, le statue originali che un tempo adornavano la facciata della chiesa della Santissima Annunziata (al loro posto, sul prospetto, si trovano due copie); nel 2014 le sculture, restaurate, furono quindi trasferite nel vestibolo che precede l'ingresso alla stessa chiesa.
Nel cimitero, caratterizzato da estesi porticati classicheggianti, sono situate anche le tombe della famiglia Ciano, che, prima della caduta del fascismo, sarebbero dovute esser ospitate nel mausoleo di Monteburrone: Costanzo, Galeazzo e la moglie di quest'ultimo, Edda.
Presenti anche quella del comandante navale Salvatore Todaro, del cantautore Piero Ciampi e del compositore Alberto Montanari.

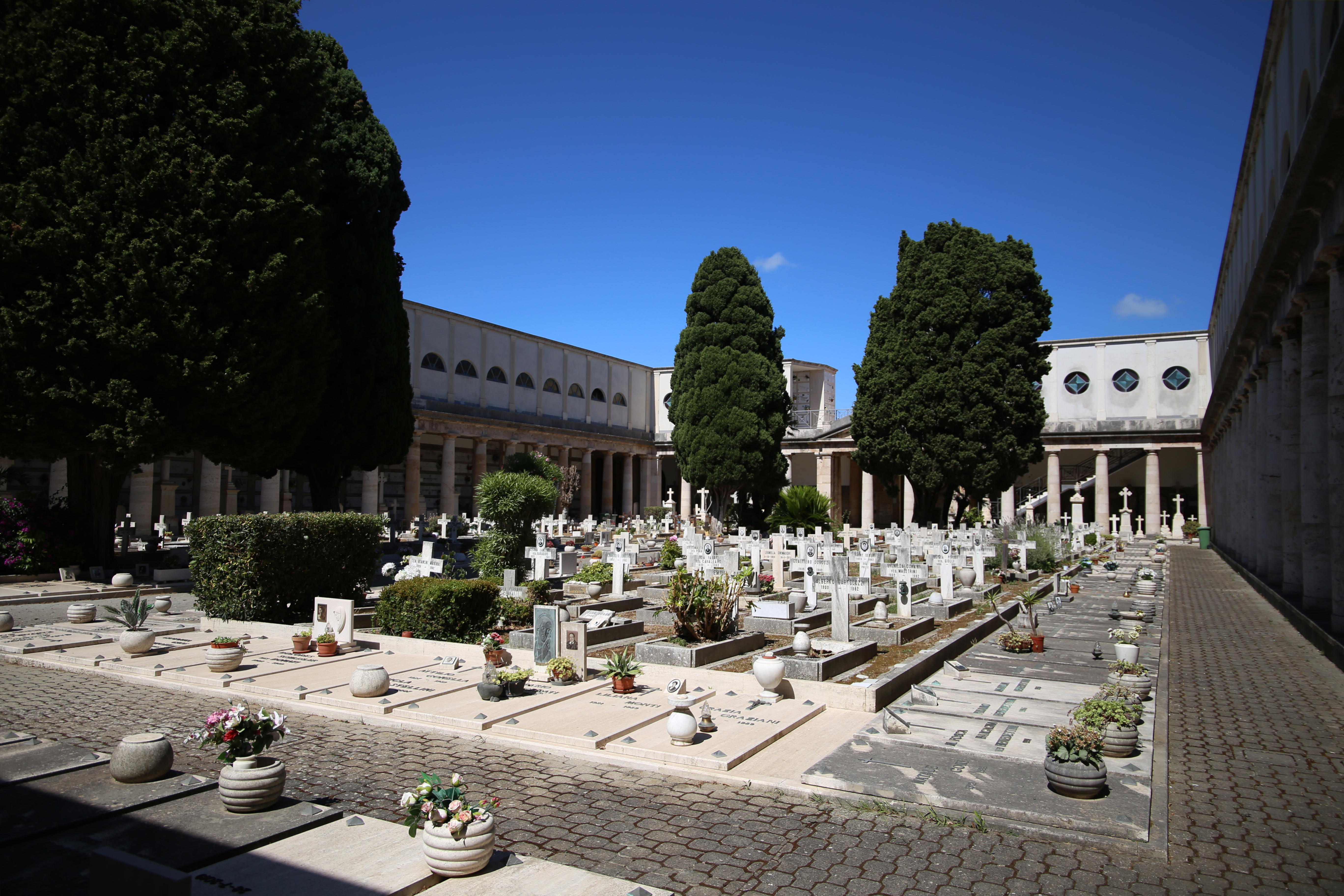
Un campo
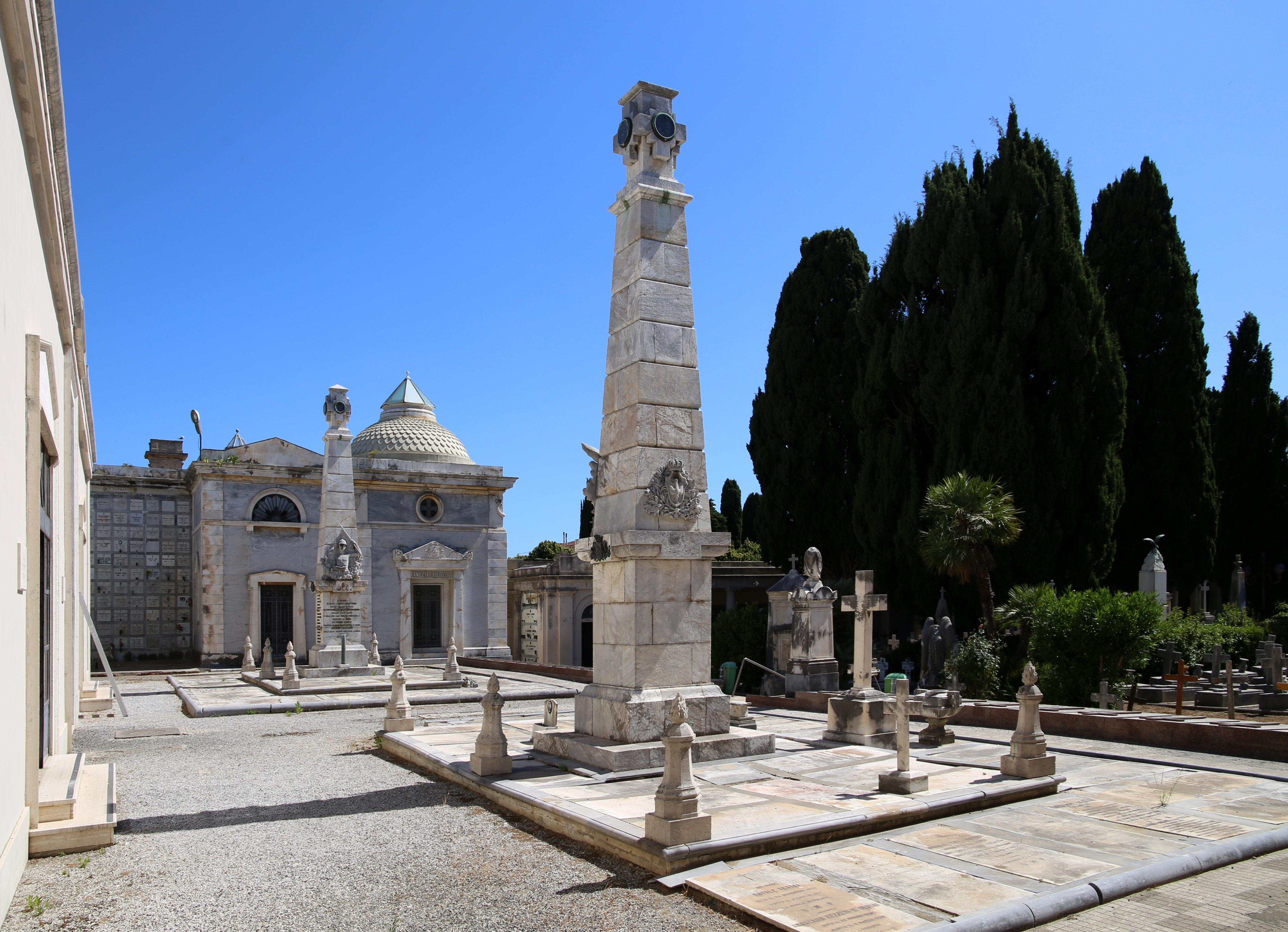
Monumento ai caduti